# Похронски Русков
Похронски Русков (слч. Pohronský Ruskov) насељено је мјесто са административним статусом сеоске општине (слч. obec) у округу Љевице, у Њитранском крају, Словачка Република.

## Становништво
| Година:    | 1994. | 2004.   | 2014.   | 2024.   |
| ---------- | ----- | ------- | ------- | ------- |
| Број људи: | 1384  | 1258    | 1286    | 1170    |
| Разлика:   |       | -9,10 % | +2,22 % | -9,02 % |

| Година:    | 2023. | 2024.   |
| ---------- | ----- | ------- |
| Број људи: | 1185  | 1170    |
| Разлика:   |       | -1,26 % |

Према подацима о броју становника из 2011. године насеље је имало 1.278 становника.